# Grondwet van Weimar

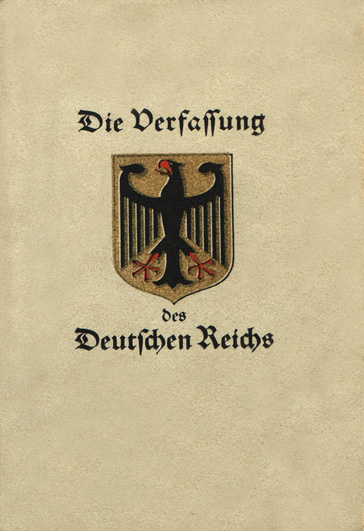
Omslag van de Grondwet van Weimar

De Grondwet van Weimar was de republikeinse grondwet van Duitsland tussen 1919 en 1933, de periode van de zogenaamde Weimarrepubliek. Hij verving de grondwet van het Duitse Keizerrijk van 1871. De Grondwet van Weimar werd nooit officieel opgeheven, maar de wetten, decreten en daden van Adolf Hitler (de regeringsleider van 1933-1945) hebben deze wel buiten werking gezet.
In het Duits heet de grondwet Weimarer Verfassung of Weimarer Reichsverfassung, afgekort WVerf of WRV. De officiële naam was dezelfde als van zijn voorganger, Verfassung des Deutschen Reichs. De huidige Duitse grondwet, het Grundgesetz van 1949, heeft sommige paragrafen van de Grondwet van Weimar overgenomen.

## Totstandkoming

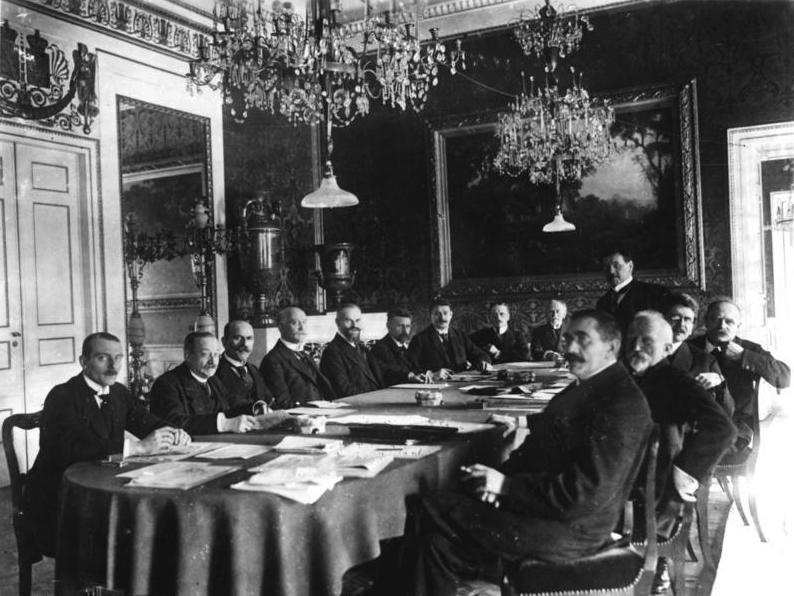
Hugo Preuß in 1919 als minister van binnenlandse zaken (5e van rechts, op de voorgrond)

De eerste grondwet, die bedoeld was voor héél Duitsland, werd in 1849 besloten door het Frankfurter Parlement, de eerste Duitse Nationale Vergadering. De Pruisische koning heeft de hem aangeboden Duitse kroon echter niet geaccepteerd. In 1867/1871 kwam de Duitse eenwording niet door een Nationale Vergadering, maar door de Pruisische machtspolitiek van Otto von Bismarck tot stand.
De grondwet van het keizerrijk (1871-1918) gaf aan het Duitse parlement minder rechten dan de Nationale Vergadering had gewild: de regeringsleider (kanselier) was niet afhankelijk van het vertrouwen van het parlement. De keizer kon naar eigen goeddunken zelf de rijkskanselier benoemen of ontslaan; het parlement had daarover niets te zeggen. Dat kwam pas in oktober 1918, tijdens de laatste dagen van de Eerste Wereldoorlog. Door deze Oktoberreformen werd Duitsland een monarchie met een parlementair regeringssysteem, maar dit kon de onrust in het land niet doen bedaren. De daaropvolgende 'Novemberrevolutie' bracht de algehele afschaffing van de monarchie en de uitroeping van de eerste Duitse republiek.
De voorlopige regering onder de sociaaldemocraat Friedrich Ebert liet in januari 1919 via algemene verkiezingen volksafgevaardigden benoemen voor een grondwetgevende vergadering, die wegens de onrust in Berlijn in de stad Weimar (Thüringen) plaatsvond, om een nieuwe grondwet op te stellen. De belangrijkste beslissingen - Duitsland werd een republiek, vanwege de afdanking van de Keizer maar bleef een federaal gestructureerd land - waren al daarvoor gevallen.
De sociaaldemocraten waren de sterkste fractie in de vergadering, maar ze hadden weinig eigen ideeën voor een grondwet en lieten dit grotendeels aan de links-liberalen over. Deze partijen werkten met de katholieke partij (Zentrum) samen, en die drie partijen hebben uiteindelijk, op 11 augustus 1919, de grondwet aangenomen. Hoofdauteur van de Grondwet van Weimar was de liberaal Hugo Preuß.

## Inhoud
De Grondwet van Weimar bepaalde de taken van de overheid, de relaties tussen het rijk en de deelstaten (Länder, daarvoor nog Staten genoemd) en de grondrechten van de Duitsers. 
In de oude grondwet stond de Bundesrat centraal, het orgaan met vertegenwoordigers van de deelstaten (meestal vorstendommen). De Duitse keizer was staatshoofd omdat hij voorzitter van de Bundesrat was en hij benoemde de rijkskanselier. De Rijksdag, het parlement, kon zelf wel wetten voorstellen en zijn toestemming was nodig voor een wet, maar over het algemeen, door de vrijwel altijd conservatieve meerderheid in de Rijksdag en de Bondsraad, werden de wensen van de aristocratie meestal toch gehonoreerd.
De nieuwe grondwet verving de keizer door de rijkspresident, gekozen door het volk voor zeven jaar en zonder beperking herkiesbaar. Hij benoemde de regering, kon de Rijksdag laten ontbinden en kon in crisistijden via nooddecreten (art. 48) voor veiligheid zorgen en daarvoor ook grondrechten buiten kracht zetten. Hij was opperbevelhebber van het leger.
Daartegenover stonden wel de rechten van de Rijksdag. De Rijksdag kon de regering laten vallen en de nooddecreten buiten kracht zetten. In principe was de Rijksdag veel sterker dan in het keizerrijk.
Afgezien van de nooit in kracht gezette grondwet van 1848 was de Grondwet van Weimar de eerste nationale grondwet van Duitsland die grondrechten inhield. In de grondwet van 1871 vond men dat niet nodig en vertrouwde men op de grondrechten in de deelstaten. Nieuw in 1919 was ook de mogelijkheid om door referenda het volk over enkele vraagstukken te laten beslissen.

## Idee en realiteit

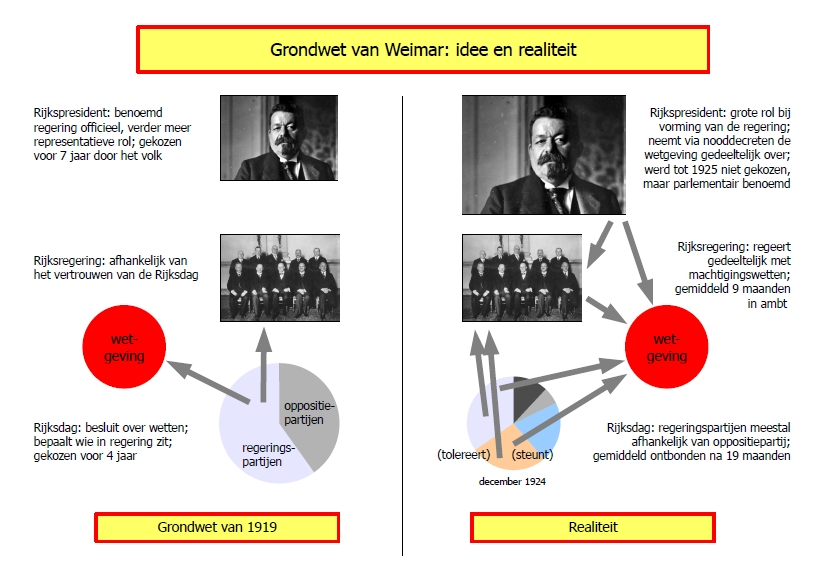
Grondwet van Weimar: idee en realiteit

De auteurs van de grondwet wilden van Duitsland deze keer een volledige parlementaire democratie maken: de Rijksdag moest in de praktijk het machtscentrum van de republiek zijn, wetten besluiten en de regeringsleden uitzoeken. De rijkspresident was bedoeld om in crisistijden in te grijpen en verder een meer ceremoniële functie uit te oefenen.
In de praktijk werd dit vaak onmogelijk omdat in de Rijksdag nauwelijks absolute meerderheden tot stand kwamen, die een regering konden steunen. De meeste regeringen van de Weimarrepubliek waren minderheidskabinetten die door een oppositiepartij getolereerd werden.
Daardoor kreeg de rijkspresident een veel grotere rol dan de ambtsdragers, Ebert (1919-1925) en Paul von Hindenburg (1925-1932) zelf wilden. Ze moesten zich met de vorming van regeringen bemoeien en via nooddecreten (1919-1925, 1930-1933) gedeeltelijk de wetgeving overnemen. Door deze en andere maatregelingen werd steeds duidelijker dat de grondwet niet goed werkte, wat leidde tot veel ontevredenheid, ook bij liberalen.
Vanaf 1930 maakte de regering van Heinrich Brüning veelvuldig gebruik van de nooddecreten van de Rijkspresident. Bij de verkiezingen van juli 1932 kregen nationaalsocialisten en communisten samen een absolute meerderheid in de Rijksdag, zodat bij samenkomst van de Rijksdag de regering meteen door de oppositie bedreigd werd met een motie van wantrouwen. Rijkspresident Hindenburg liet de Rijksdag ontbinden om tijd te winnen, maar een oplossing van de staatscrisis was niet in zicht. Ondanks zijn weerzin tegen de nationaalsocialisten en hun leider, Adolf Hitler, liet hij zich in januari 1933 overhalen om hun een kans te geven. Er kwam een coalitieregering van conservatieven en liberalen met slechts drie nationaalsocialisten, maar wel geleid door Hitler als rijkskanselier, en met de nationaalsocialisten Frick en von Ribbentrop op de sleutelposities van Binnenlandse, respectievelijk Buitenlandse Zaken.
Via nooddecreten, de Rijksdagbrandverordening, de Machtigingswet en andere wetten, werden de niet-nationaalsocialisten uit de regering verwijderd, en werden al spoedig de grondrechten buiten werking gesteld. De wetgeving werd volledig aan de regering overgedragen en de rechten van de Länder werden tenietgedaan. Toen Hindenburg in 1934 stierf, liet Hitler geen opvolger kiezen, maar trok de rechten van de rijkspresident naar zich toe. Duitsland was een nationaalsocialistische dictatuur geworden.

## Invloed op de grondwet van 1949
In 1948 en 1949 kwamen vertegenwoordigers van de parlementen van de West-Duitse deelstaten samen om een nieuwe grondwet uit te werken. Zij namen sommige zinsneden uit 1919 over en besloten dat de paragrafen 136-139 en 141 van de Grondwet van Weimar konden worden gehandhaafd.
Het was echter vooral de bedoeling om daadwerkelijke of vermeende fouten van de Grondwet van Weimar juist niet te herhalen, om een nieuwe totalitaire staat onmogelijk te maken. De bondspresident heeft bijvoorbeeld aanzienlijk minder macht dan de rijkspresident. Zonder minstens een relatieve meerderheid in de Bondsdag kan niemand bondskanselier worden, en als de Bondsdag de bondskanselier wil laten vallen, moet hij tegelijkertijd een opvolger kiezen (konstruktives Misstrauensvotum).
De Bondsrepubliek is politiek veel stabieler dan de Weimarrepubliek, of volgens een boektitel uit 1956: Bonn ist nicht Weimar. De redenen daarvoor liggen wel minder in de Grondwet dan in andere factoren zoals de economie en het feit dat de Westerse geallieerden na 1945 de democratische partijen een steuntje in de rug hebben gegeven.